# Kelurahan Sonorejo (administrativ by i Indonesien, lat -6,96, long 111,40)
Kelurahan Sonorejo är en administrativ by i Indonesien.   Den ligger i provinsen Jawa Tengah, i den västra delen av landet, 500 km öster om huvudstaden Jakarta.